# Ematurga orientaria
Ematurga orientaria är en fjärilsart som beskrevs av Otto Staudinger 1861. Ematurga orientaria ingår i släktet Ematurga och familjen mätare. Inga underarter finns listade i Catalogue of Life.